# والتر رورل
والتر رورل (بالألمانية: Walter Röhrl) مواليد 7 مارس 1947 في ريغنسبورغ، هو سائق راليات ألماني بدأ مسيرته في سنة 1973. شارك وفاز ببطولة العالم للراليات. فاز بـ 14 سباق رالي. صعد على المنصة 31 مرة خلال مسيرته.

## سجل الفوز
- رالي أكروبوليس 1975
- رالي سانريمو 1985

## فرق مثلها
- بورشه
- فيات كرايسلر
- أوبل
- لانشيا
- أودي

## روابط خارجية
- والتر رورل على موقع IMDb (الإنجليزية)
- والتر رورل على موقع قاعدة بيانات الفيلم (الإنجليزية)
- والتر رورل على موقع DriverDB.com (الإنجليزية)
- والتر رورل على موقع Rallye-info.com (الإنجليزية)
- والتر رورل على موقع eWRC-results.com (الإنجليزية)